# Annales des Sciences Naturelles; Botanique, sér. 4
Annales des Sciences Naturelles; Botanique, sér. 4 (abreviado Ann. Sci. Nat., Bot., sér. 4) fue una revista ilustrada con descripciones botánicas que fue editada en Francia. Fueron publicados 20 números en los años 1854-1863. Fue precedida por Annales des Sciences Naturelles; Botanique, sér. 3 y sustituida en el año 1864 por Annales des Sciences Naturelles; Botanique, sér. 5.